# Dușmancele
„Dușmancele” este o poezie scrisă de George Coșbuc, publicată în 1893 în volumul Balade și idile.

## Legături externe
- Poezia „Dușmancele” la wikisursă